# Politikens filmjournal 075
Politikens filmjournal 075 er en dansk ugerevy fra 1951.

## Handling
1) Hospitalsskibet "Jutlandia" inspiceres af Kong Frederik IX. Der er plads til 400 liggende patienter. Det store FN-flag overrækkes ved afsejlingshøjtidelighed med kommandør Hammerich, udenrigsminister Ole Bjørn Kraft, professor H.M. Hansen og kaptajn Kondrup. 23/1 1951 sejler skibet ud af Københavns Havn.

2) Monte Carlo-kørerne passerer København og gør holdt i Nørre Farimagsgade til en pølse og en øl. Robert Nelleman er en af favoritterne.

3) USA: Kæmpebrand i varehus i Chicago.

4) Tyskland: Skøjteløb i Garmisch-Partenkirchen.

5) USA: Rugbykamp udkæmpet i voldsomt stormvejr i USA.</p